# Anisodes sciota
Anisodes sciota là một loài bướm đêm trong họ Geometridae.